# Клавкі
Клавкі (пол. Kławki, нім. Klakendorf) — село в Польщі, у гміні Старе Поле Мальборського повіту Поморського воєводства.
Населення — 125 осіб (2011).
У 1975-1998 роках село належало до Ельблонзького воєводства.

## Демографія
Демографічна структура станом на 31 березня 2011 року:
|          | Загалом | Допрацездатний вік | Працездатний вік | Постпрацездатний вік |
| -------- | ------- | ------------------ | ---------------- | -------------------- |
| Чоловіки | 64      | 20                 | 40               | 4                    |
| Жінки    | 61      | 14                 | 39               | 8                    |
| Разом    | 125     | 34                 | 79               | 12                   |